# 斯蒂文森 (加利福尼亞州)
斯蒂文森（英語：Stevinson）是位於美國加利福尼亞州默塞德縣的一個人口普查指定地區。

## 地理
斯蒂文森的座標為37°19′50″N 120°51′06″W / 37.33056°N 120.85167°W，而該地最高點為海拔高度26米（即85英尺）。

## 人口
根據2010年美國人口普查的數據，斯蒂文森的面積為2.927平方千米，均為陸地。當地共有人口313人，而人口密度為每平方千米106人。